# Guerra gaucha
Con el nombre de Guerra gaucha se conoce la lucha de milicias y guerrillas llevada adelante en el Noroeste argentino contra los ejércitos realistas durante la Guerra de Independencia de la Argentina (1810-1824), en la Provincia de Salta durante el período comprendido entre 1814 y 1825. En esa época, la provincia de Salta incluía a los actuales Jujuy y Tarija, por lo que la Guerra Gaucha se libraba también en esos territorios, e incluso territorios que luego serían de la Gobernación de Los Andes y territorios de la intendencia de Potosí (hoy departamento de Potosí/Bolivia) Estas milicias de «Infernales» estaban constituidas por gauchos, tanto del norte argentino, como de las republiquetas del sur Boliviano (republiqueta de Tarija, republiqueta de los Cintis, Republiqueta de la Laguna) comandados por el general Martín Miguel de Güemes, aunque continuó después de su muerte, en 1821.
Fue una larga serie de enfrentamientos casi diarios; en su mayoría, apenas cortos tiroteos seguidos de retiradas. En esas condiciones, unas fuerzas poco disciplinadas y mal equipadas, pero apoyadas por la población, podían hacer mucho daño a un ejército regular de invasión.
La gesta militar quedaría registrada en la historia por el escritor Leopoldo Lugones en el libro llamado La guerra gaucha. Por la región en que se desarrolló y sus características irregulares, la Guerra Gaucha está emparentada con la guerra de republiquetas, desarrollada en Charcas (hoy Bolivia).
Una de sus frases que dijo en plena guerra:
Ni el ballo me dio tanta pelea que toda esa escuadra con sus caballos

## Antecedentes
La Primera expedición auxiliadora al Alto Perú terminó con la derrota de las armas revolucionarias en la Batalla de Huaqui, el 20 de junio de 1811, con muchos corolarios dificultosos tanto en la política de Buenos Aires cuanto en la guerra que se libraba contra los realistas.
Las nuevas autoridades designaron al general Manuel Belgrano como nuevo jefe del Ejército del Norte, quien comenzó la Segunda expedición auxiliadora al Alto Perú y ordenó el repliegue de las tropas y de la población toda desde Jujuy hasta Tucumán en el denominado Éxodo Jujeño.
Para ello encomendó a su segundo, el mayor general Eustoquio Díaz Vélez, hacerse cargo de la retaguardia del éxodo jujeño. Para cumplir con este objetivo, Díaz Vélez creó un regimiento de granaderos de caballería, compuesto por gauchos jujeños voluntarios pero también puneños y tarijeños entre los caudillos se destacaron los dos primeros grandes caudillos chapacos (sinónimo de tarijeños): desde el año 1811 el caudillo Ramón Rojas y su sobrino Manuel Rojas lucharon como militares de las Provincias Unidas del Río de la Plata, posteriormente ambos murieron heroicamente combatiendo contra los colonialistas. Díaz Vélez llamó a ese regimiento de gauchos: "Los Patriotas Decididos". Muchos de estos gauchos colaboraron proveyendo al regimiento de Díaz Vélez de caballos, armas y enseres.
Las fuerzas españolas, a las órdenes del brigadier general Pío Tristán acosaban a las columnas posteriores del éxodo. Si bien los patriotas fueron superados en la batalla de Cobos, el 26 de agosto de 1812, las tropas de Díaz Vélez y sus gauchos vencieron a los realistas en la batalla de Las Piedras, el 3 de septiembre de 1812.

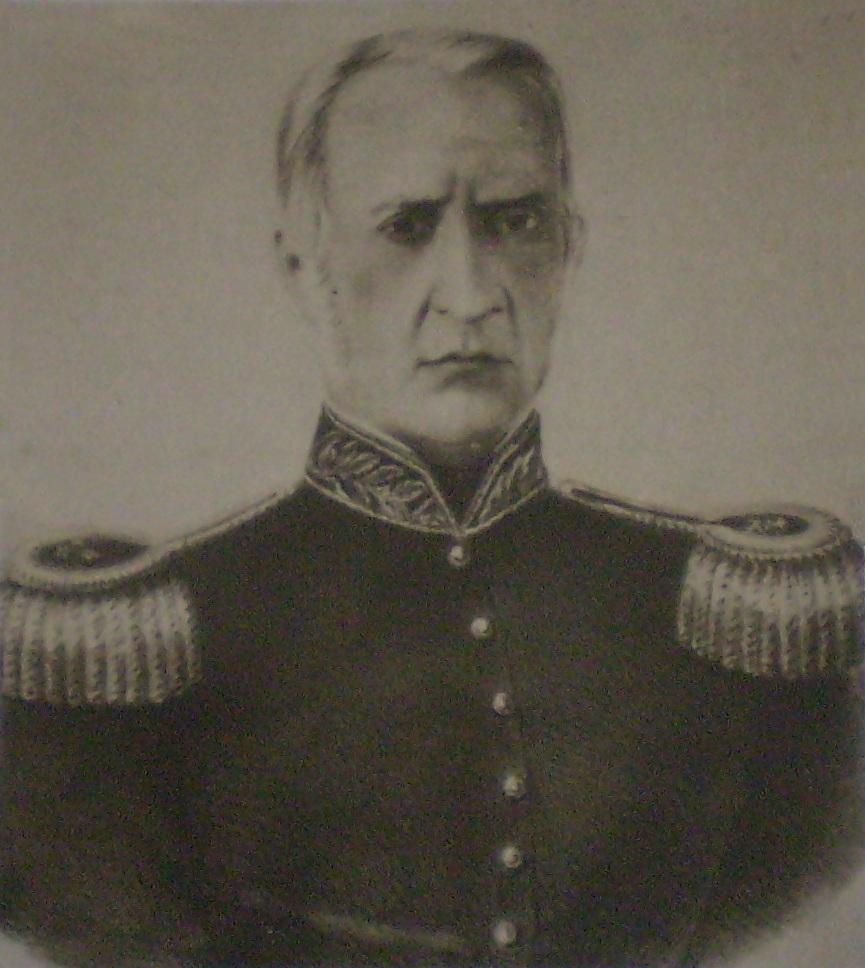
Eustoquio Díaz Vélez

El éxito conseguido fue una de las causas que motivó a Belgrano a hacerse fuerte en Tucumán, en franca desobediencia al Superior Gobierno, y presentar pelea. La batalla de Tucumán, librada el 24 de septiembre de 1812, fue el mayor triunfo de las armas de los revolucionarios rioplatenses, de inesperadas consecuencias, que abrió el camino para avanzar sobre el Alto Perú.

## Se inicia la guerra gaucha
Al conocerse en Buenos Aires la derrota patriota a consecuencia de la Batalla de Ayohuma, el 14 de noviembre de 1813, Martín Miguel de Güemes ―quien había sido enviado a la ciudad capital por problemas con el general Belgrano― fue ascendido a teniente coronel y designado como jefe de las fuerzas de caballería del Ejército del Norte, comandado desde el 30 de enero de 1814 por José de San Martín, que había sucedido a Belgrano.
San Martín dejó una avanzada de su ejército en las inmediaciones de Salta, pero el coronel Manuel Dorrego lo convenció de establecer en la frontera un pequeño contingente de paisanos, que bastarían a impedir ulteriores avances realistas hasta que el Ejército fuera reorganizado.
En abril de 1814 San Martín, nombró a Martín Miguel de Güemes jefe de su vanguardia, remplazando a Manuel Dorrego por problemas de conducta, delegando la comandancia de las fuerzas patriotas de avanzada formada por gauchos de Salta y de Jujuy que operaban en el Alto Perú. Desde mayo de 1815, y hasta su muerte, ejerció esas funciones y las de gobernador de su provincia.
San Martín nombró jefe de otra avanzada, subordinada a Güemes, al coronel Apolinario Saravia, que debía establecerse en Guachipas y controlar el Valle de Lerma, en el que se encuentra la ciudad de Salta.
Güemes se estableció sobre el río Pasaje, desde donde debía controlar la mitad Este de la jurisdicción de la ciudad de Salta. Desde allí estableció contactos con hacendados como José Ignacio Gorriti y Pablo Latorre, que lo ayudaron a reunir milicias.
Considerando que estaban en territorio enemigo, los realistas saquearon las estancias de los alrededores de la ciudad, para aprovisionarse. En respuesta, dos grupos de voluntarios a caballo, dirigidos por los hacendados Luis Burela y Pedro José de Zavala, se rebelaron, quitaron armas a los realistas y comenzaron la resistencia armada. En un principio, estos dos grupos se pusieron en contacto con Saravia, pero más tarde reconocieron como líder a Güemes.
En una carta del 23 de marzo de 1814 a Gervasio Posadas, director supremo de las Provincias Unidas del Río de la Plata, el general San Martín advertía:

"Los gauchos de Salta solos, están haciendo al enemigo una guerra de recursos tan terrible que lo han obligado a desprender una división con el solo objeto de extraer mulas y ganado."

La palabra gaucho, típica de la región del litoral, no había sido utilizada hasta entonces en el norte de las Provincias Unidas. El propio Posadas consideró su uso tan extemporáneo que en su respuesta a San Martín, le encargó felicitar a los "bizarros patriotas campesinos".
Tiempo más tarde, los generales realistas intentaron degradar a sus enemigos de las milicias irregulares salteñas con el mote de gauchos, con el curioso resultado de que estos terminaron por asignárselos a sí mismos con orgullo.
A mediados de 1814, los gauchos de Güemes controlaban la mayor parte de la zona rural de Salta, lo que obligó al ejército realista a replegarse hacia el norte, abandonando la provincia e instalándose en Tupiza. Por razones de salud, San Martín renunció cuatro meses después, reemplazado por el coronel José Rondeau.

## Tercera campaña al Alto Perú y gobierno de Güemes
Al conocerse el éxito logrado por el general Carlos María de Alvear con la caída de Montevideo, el ejército realista de Joaquín de la Pezuela abandonó Salta, Jujuy y Tarija y trasladado su cuartel general a Santiago de Cotagaita, destacando una división al mando de Juan Ramírez Orozco para sofocar la rebelión del Cusco, dirigida por los hermanos Angulo. Aprovechando la inactividad de la vanguardia realista, la vanguardia de Rondeau ―al mando de Güemes― avanzó hasta Humahuaca y se estableció un batallón en Yavi en diciembre de 1814. Pezuela reaccionó en enero de 1815 enviando al coronel Pedro Antonio Olañeta con los batallones de Cazadores y Partidarios, un escuadrón y dos piezas de artillería en busca de Güemes; pero este evacuó Yavi en dirección a Humahuaca el 25 de enero. Al mismo tiempo, dos escuadrones realistas reocuparon Tarija. Un intento de sublevación de las tropas acantonadas en Jujuy y Humahuaca, formadas por soldados rendidos en Montevideo, fue abortado antes de que estallara.
En momentos en que las tropas se preparaban para iniciar la tercera campaña al Alto Perú, el general Carlos María de Alvear fue designado para reemplazante de Rondeau. Los oficiales del Ejército del Norte se sublevaron; le comunicaron a Rondeau que iban a acatar sus órdenes pero no las de Alvear, y lo instaron a iniciar la campaña. Rondeau no castigó esa sublevación, demostrando que estaba detrás de la misma, y ordenó el comienzo de la operación, que comenzó en enero de 1815.
Rondeau reemplazó como jefe de vanguardia al coronel Güemes por Martín Rodríguez. Güemes acompañó el avance del Ejército como jefe de los "gauchos" ―es decir, las milicias rurales de la provincia― evitando perder el mando de sus tropas y ganando en autonomía frente al comandante.
Cuando la vanguardia realista supo que Rondeau el 3 de febrero retrocedía desde Huacalera hacia San Salvador de Jujuy, el comandante Antonio Vigil avanzó desde Yavi, y el 19 de febrero derrotó en la batalla de El Tejar (o Tejada) ―en la Puna― a la vanguardia patriota, que se había adelantado para hacer un reconocimiento con 50 dragones. En abril siguiente, bajo el mando de Rondeau, Güemes tuvo un papel destacado en la victoria de Puesto del Marqués. Pero, indignado por el desprecio que mostraba aquel por sus fuerzas y por la indisciplina del ejército, se retiró del frente hacia Jujuy. Daba por descontado la derrota del Ejército del Norte en esas condiciones y, en ese caso, necesitaría a sus hombres. Al pasar por Jujuy, se adueñó del armamento de reserva alegando que las armas pertenecían al pueblo salteño, ya que muchas habían sido capturadas durante las incursiones de los grupos de gauchos en la lucha de guerrillas. Al enterarse, Rondeau lo declaró traidor y desertor.
Cuando Güemes llegó a Salta, el pueblo salió a la calle y desconoció al gobernador designado por el Directorio, coronel Hilarión de la Quintana, quien se hallaba incorporado al ejército de Rondeau en el Alto Perú y por ello el Cabildo de Salta estaba a cargo del gobierno. El 6 de mayo de 1815. el Cabildo de Salta se reunió para tratar sobre las comunicaciones enviadas por el Cabildo de Buenos Aires informándole que se había hecho cargo del gobierno nacional después de haber sido derrocado el director supremo Alvear. Ese día se conformó una asamblea de notables en Salta que eligió gobernador de la Intendencia de Salta al coronel Martín Miguel de Güemes, quien asumió de inmediato. Era la primera vez que las autoridades de Salta eran elegidas en la propia provincia desde 1810, ya que hasta ese momento, todo se había reducido a cambiar las autoridades de España por las de Buenos Aires. El Cabildo de Jujuy se negó a reconocerlo por no habérsele dado intervención, pero Güemes negoció con cuidado y logró hacerlo cambiar de idea y en septiembre fue elegido también el pueblo de Jujuy.
El nuevo Director Supremo, cuya autoridad para imponer gobernadores había sido desconocida, era el general Rondeau. Este rechazó airado la designación de Güemes aunque, por el momento, poco podía hacer en su contra.

## Derrota del Ejército del Norte y desplazamiento de Rondeau
Poco después de la llegada de Güemes al poder, y de saber la reacción negativa de Rondeau, llegó a Tucumán ―desde Buenos Aires― una fuerza que iba en apoyo del Ejército, al mando de Domingo French y de Juan Bautista Bustos. Pero, al parecer, estos tenían instrucciones de derrocar a Güemes al pasar por Salta. Este les negó el paso hasta que lo hubieron reconocido como gobernador y asegurado de que no lo atacarían. Tras varias semanas de negociaciones, Güemes les permitió continuar; pero ya era tarde: al llegar a Humahuaca, se enteraron de la derrota de Sipe Sipe (28 de noviembre de 1815).
En su huida del Alto Perú, el Ejército del Norte solo pudo rehacer sus filas en el límite norte de la actual Argentina. Desde allí, Rondeau se propuso vengar la afrenta de Güemes.
En enero de 1816, Rondeau ―enfurecido con Güemes por la revolución en Salta y por haberle impedido llegar refuerzos― comenzó una campaña militar contra las fuerzas de Güemes con 2000 hombres. Para entonces, tras seis años de campañas, el Ejército del Norte apenas era operativo. No quedaba nada de ánimo revolucionario ni de disciplina. Primero se aseguró el apoyo del Cabildo de Jujuy, y luego avanzó hasta la ciudad de Salta, que ocupó sin lucha. Güemes la evacuó y dejó al Ejército aislado y sin alimentos en el interior de la ciudad. Tras algo más de una semana de una guerra civil, las fuerzas de Rondeau se vieron rodeadas por las guerrillas gauchas; se vio obligado a capitular, firmando con Güemes el Tratado de los Cerrillos, en que lo reconocía como gobernador y le encargaba la defensa de la frontera.
El ejército realista vencedor en Sipe Sipe inició operaciones sobre el norte argentino. Olañeta fue destacado hacia Tarija con los batallones partidarios y cazadores y un escuadrón de cazadores a caballo, entrando en esa villa el 5 de abril de 1816. A mediados de junio, la vanguardia realista avanzó desde Yavi sobre Casabindo, con el fin de desalojar al Marqués de Yavi, que había reunido fuerzas en el lugar. Ante el avance realista, el marqués se retiró con dispersión de parte de sus tropas; la vanguardia realista regresó a Yavi. En septiembre se produjo, además, un avance realista sobre Humahuaca.
El 7 de agosto de 1816, en Trancas, Rondeau fue desplazado de su cargo y en su lugar asumió, de nuevo, Belgrano. Güemes quedó como comandante de la frontera norte. Poco después, Juan Martín de Pueyrredón reemplazó a Rondeau en el Directorio, pero no habría más expediciones al Alto Perú.
Belgrano trasladó al Ejército hasta la "Ciudadela" construida por San Martín en San Miguel de Tucumán, donde intentó la reconstrucción moral y material en busca de una nueva acción sobre el Alto Perú, combinada con las acciones que planeaba San Martín sobre Chile y el Virreinato del Perú.
La conducción de la defensa militar de la frontera norte quedó a cargo del general Güemes con sus comandantes gauchos. Estos constituían una comunidad multiétnica, con orígenes ancestrales indígenas sudamericanos, españoles, afroamericanos y lusitanos, que se caracterizaba por el seguimiento del liderazgo de su jefe y caudillo, demostrando disciplina militar y destrezas para el combate a caballo y en la lucha abierta, aún en medios adversos. Desde entonces las milicias gauchas al mando del gobernador salteño pasaron a desempeñarse como un ejército en operaciones continuas.

“He jurado defender la independencia de América y sellarla con mi sangre. Estamos dispuestos a morir primero que sufrir por segunda vez una dominación odiosa, tiránica y execrable”
Martin Miguel De Güemes

## Martín Güemes y las milicias gauchas del norte
Si bien la estructura militar de entonces no contemplaba un Estado Mayor, en la práctica Güemes contaba con cuadros superiores organizados, entre los que se encontraban el Marqués de Yavi, Juan José Feliciano Fernández Campero; el coronel Francisco Pérez de Uriondo, responsable militar de Tarija; coronel Manuel Arias, a cargo de Orán; coronel Luis Borja Díaz de Lea y Plaza, en los Valles Calchaquíes; y el coronel José María Pérez de Urdininea, proveniente de las filas del Ejército del Norte, en Humahuaca. En el valle de Jujuy estuvieron los coroneles Domingo Arenas, en Perico y el teniente coronel Eustaquio Medina, a cargo del río Negro. Más movilidad tenían otros jefes, como Gorriti, Latorre y Juan Antonio Rojas. El frente de combate a su cargo tenía una extensión de más de setecientos kilómetros, desde Volcán hasta más allá de Orán, y se conoció como Línea del Pasaje.
Los grupos de combate gauchos fueron organizaron en partidas de veinte hombres al mando de un oficial y, cada cuatro grupos, un oficial superior elegido entre los más expertos era el responsable de administrar las armas de acuerdo con su capacidad de manejo. Los gauchos de Güemes respondieron siete de las diez invasiones que se pretendieron realizar por la frontera del Alto Perú.
Toda la población participaba: como guerreros los hombres; como espías o mensajeras las mujeres, niños y ancianos. Las emboscadas se repetían en las avanzadas de las fuerzas de ataque, pero más en la retaguardia y vías de aprovisionamiento. Cuando los realistas se acercaban a un pueblo o una hacienda, los habitantes huían con todos los víveres, el ganado, cualquier cosa que pudiese ser útil al enemigo. Esta clase de lucha arruinó la economía salteña, pero nadie se quejaba, al menos en las clases populares. Por cierto, jamás tuvo apoyo del gobierno del Directorio; y la ayuda que le prestó el Ejército del Norte fue muy limitada.
Güemes había solicitado a Buenos Aires que se instalara un ejército con el objetivo de frenar los avances realistas, pero el director Supremo de las Provincias Unidas, Ignacio Álvarez Thomas, lo consideró innecesario. Por ello, Güemes creó su propio ejército en su carácter de gobernador intendente de Salta, comunicándolo en oficio del 12 de septiembre de 1815 elevado al director supremo del Estado:

No dudando del beneplácito de V. E. he organizado una división de caballería compuesta de dos escuadrones de a dos compañías, cada una de cien plazas; y he dispuesto se les instruya en todo lo necesario al desempeño del servicio de infantería, para que puedan ser ocupados así a pie como a caballo, con la denominación de División Infernal de Gauchos de Línea. A la fecha se halla con la fuerza que manifiesta el Estado que adjunto a V. E. armada por ahora con fusil y bayoneta. Su disciplina es ya regular en una y otra arma, tanto que la considero suficiente para el desempeño del servicio en campaña y en guarnición.

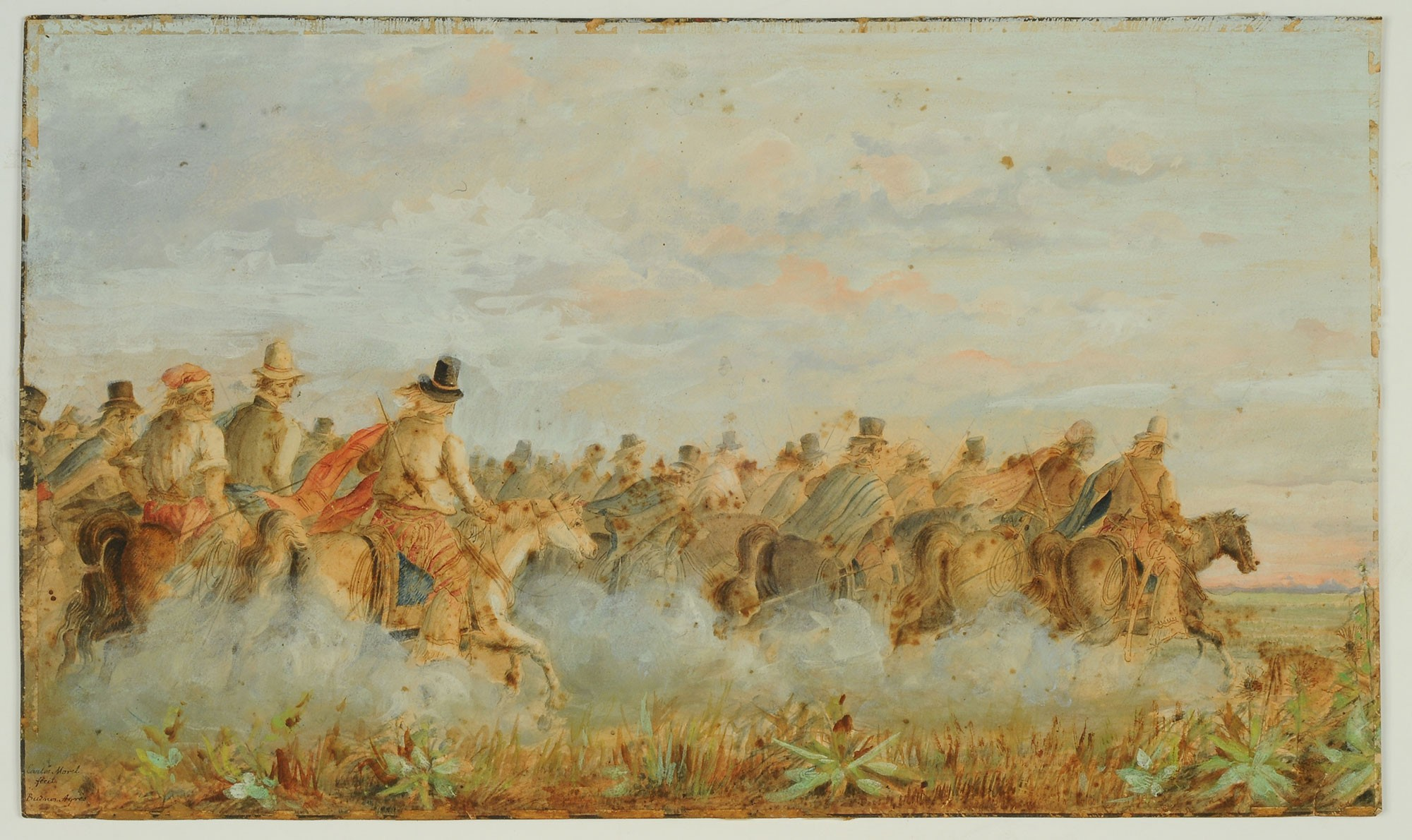
Caballería Gaucha

Los soldados de Güemes se enrolaron en su ejército, pero el gobernador aseguró su lealtad con ciertas medidas en su favor: por un lado, adquirían el fuero militar permanente, evitando ante cualquier conflicto ser sometidos a la justicia ordinaria, que era poco considerada con los pobres. Por otro lado, eran pequeños arrendatarios de terreno, en los cuales habían construido sus ranchos y tenían sus chacras y pequeños grupos de vacas, lanares y caballos; Güemes los declaró librados del pago de arrendamiento mientras durase la Guerra de independencia.
Pese a los pronósticos de los jefes realistas, los Infernales fueron de una gran efectividad militar y contuvieron los avances realistas. El gobierno central porteño se negó a su creación, expresando que: "No hay motivo que justifique la creación de un Cuerpo de Línea en esa Provincia donde no hace falta".

## Invasiones realistas comandadas por De la Serna
El ejército realista estaba al mando del general De la Serna, quien se desplazaba con su ejército desde Tupiza hacia el sur desde principios de 1816. Estaba compuesto por más de 7000 hombres, en 14 cuerpos de línea veteranos, repartidos por igual según sus armas en siete de infantería y otros siete de caballería: Húsares del Rey, Dragones de la Unión de Fernando VII, dos Batallones de Imperiales de Alejandro, el Batallón de Granaderos de la Guardia y el Destacamento de Cazadores a Caballo, a los que se sumaba el apoyo de los regimientos de Extremadura, Gerona y Cantabria, los más numerosos. Contaba con más de mil caballos frescos sin monta, solo utilizables en combate, más otras mil mulas de monte y una artillería de montaña de cuatro piezas, que se completaba con otra formación de dieciséis cañones. Fue la mayor de las siete ofensivas que le tocó enfrentar a Güemes, suficiente como para reconquistar el Río de la Plata, aunque cifras oficiales rebajan las fuerzas del Ejército Real del Alto Perú a 5.470 peruanos y españoles (veteranos de la guerra contra Napoleón).
Al mando de millares de veteranos, De la Serna partió de Lima, asegurando que recuperaría Buenos Aires para España. Después que sus hombres derrotaran y mataran a los líderes de las republiquetas, coroneles Manuel Ascensio Padilla e Ignacio Warnes, el grueso del ejército realista ocupó Tarija, Jujuy y Salta y los pueblos de Cerrillos (Salta) y Rosario de Lerma. Pero Güemes lo dejó incomunicado, con sus bases ocupando Humahuaca; venció a uno de sus regimientos en San Pedrito, y dejó sin víveres la capital de la provincia. De la Serna se vio obligado a retirarse, hostigado por las partidas gauchas.
Meses después, el coronel mayor Fernández Campero, Marqués del Valle del Tojo (conocido como Marqués de Yavi), avanzó sobre Yavi con 600 infantes y un escuadrón de gauchos, los Dragones Infernales, conducido por el coronel Bonifacio Ruiz de los Llanos. Ante su avance, los realistas que ocupaban Yavi (el segundo regimiento, un batallón de partidarios y una brigada de artillería) abandonaron sus posiciones replegándose a Moraya, suponiendo que era el general Belgrano quien avanzaba con todo su ejército. Tras informarse con más detalle, el general Pedro Antonio de Olañeta ―enemigo acérrimo de Güemes― volvió al ataque: el 15 de noviembre de 1816 sorprendió y derrotó en la batalla de Yavi al Marqués de Yavi, que cayó prisionero con 300 de sus hombres. Fernández Campero estaba al mando del flanco oriental de la Puna de las fuerzas del general Güemes.
El 17 de noviembre, De la Serna trasladó su cuartel general a Tupiza, moviendo hacia allí parte del ejército. La ciudad de Jujuy fue ocupada el 6 de enero de 1817. El ejército realista se componía de 2.780 infantes, 700 jinetes y 130 artilleros, mientras que las guerrillas de Güemes habían movilizado 4500 a 5000 gauchos y, más atrás, en Tucumán, Belgrano reorganizaba al Ejército del Norte de 3.027 hombres, estando 2.595 listos para el combate.
El 11 de julio de 1817, el comandante Mariano Ricafort reocupó Tarija, cometiendo actos de venganza contra la población, y mandando incendiar el Cabildo y el Archivo Capitular. Pérez de Uriondo se trasladó a Padcaya para continuar la resistencia.
En agosto de 1817, el coronel Olañeta inició una nueva invasión, con una fuerza de 1000 hombres. El 15 de agosto tuvo lugar el segundo combate de Humahuaca, población que fue avacuada por el coronel Arias. El 12 de septiembre se produjo el combate de Huacalera, donde Arias tomó prisioneros. El 3 de enero de 1818 los realistas se retiraron hasta Yavi y luego retornaron al Alto Perú.
Olañeta y el coronel José María Valdez iniciaron una nueva invasión en Yavi con 2400 hombres. El 14 de enero ocuparon Jujuy, pero la evacuaron el 16 de enero retirándose a Yavi. El 14 de octubre de 1818 se produjo sobre Tarija un ataque de fuerzas revolucionarias, compuestas por 500 hombres de caballería y 700 de infantería, con un cañón. El ataque fue rechazado por el comandante realista Lavín, produciendo 100 muertos entre los atacantes.
A principios de 1818, De la Serna renunció y se dirigió a Cochabamba; dejó el mando al coronel José Canterac. Las fuerzas independentistas se componían de 7.700 hombres (900 de caballería) y los realistas tenían 9000 hombres, 1300 jinetes incluidos. Luego de pacificar Tarija y Cinti, este inició una nueva invasión con tres columnas, al mando de Olañeta (que entró por Humahuaca), Vigil (que entró por Orán) y Valdez (que entró por el Despoblado). El 26 de marzo, ocuparon San Salvador de Jujuy, aunque solo tres horas más tarde la evacuaron, retirándose a Yala ante el riesgo de quedar aislados. Regresaron a Tupiza.
El hacendado realista de los Valles Calchaquíes, Manuel Fernando de Aramburú, equipó a su costa un escuadrón de criollos que denominó Escuadrón de Caballería de San Carlos. Se unió a las fuerzas de Pezuela, continuando en el ejército realista hasta rendirse en la batalla de Ayacucho.

## Fin del Ejército del Norte
A fines de 1817, el Regimiento N.º 2 de infantería, con 400 hombres, fue enviado a Córdoba, al mando de Juan Bautista Bustos, para aplacar la insurrección de Juan Pablo Bulnes, situándose en la Villa de Ranchos, donde permaneció inactivo durante casi un año, antes de iniciar una ofensiva en el sur de la provincia. El 8 de noviembre de 1818, estas tropas fueron atacadas y sitiadas en Fraile Muerto por el gobernador y caudillo federal santafesino Estanislao López.
A fines de 1818, el teniente coronel Gregorio Aráoz de Lamadrid partió desde Tucumán para reforzar a las fuerzas de Bustos con dos escuadrones de húsares y uno de dragones, este último a las órdenes del comandante José María Paz. La defensa del noroeste continuó a cargo de las fuerzas gauchas de Güemes, en forma exclusiva.
El Ejército recibió la orden de marchar hacia Buenos Aires y partió desde su campamento de Pilar (Córdoba) el 12 de diciembre de 1819. El 8 de enero de 1820, en la posta de Arequito (Provincia de Santa Fe), más de la mitad de las tropas del Ejército del Norte rechazó a su nuevo jefe, el general Francisco Fernández de la Cruz, y se negaron a dirigirse a Santa Fe para combatir a las tropas federales, que respondían a José Gervasio Artigas y se encontraban al mando directo de Estanislao López. Este Motín de Arequito significó la desintegración del Ejército del Norte y dejó la defensa del norte argentino en manos de Güemes.

## Invasión de Ramírez Orozco
En febrero de 1820, el brigadier general Canterac fue sustituido por el general Juan Ramírez Orozco como comandante de las fuerzas españolas en el Alto Perú. El 8 de mayo, Ramírez Orozco salió de Tupiza al mando de un ejército de 5000 hombres y avanzó sobre Jujuy, ocupando la ciudad el 28 de mayo y la ciudad de Salta el 31, llegando hasta el río Pasaje. El 2 de junio, las fuerzas realistas lograron el triunfo en el combate de Chamical (al suroeste de la ciudad de Salta). En el combate de Las Cañas fue herido de muerte el teniente coronel Rojas, pero 400 realistas fueron derrotados. El 8 de junio hubo una nueva victoria independentista en el combate de Cuesta de la Pedrera (al sureste de Salta), donde las fuerzas al mando de Alejandro Burela dispersaron a 2000 realistas que se retiraron a Jujuy. En el combate de Yala fue derrotada otra fuerza realista y capturado el coronel Vigil. El 5 de julio los realistas se retiran a Tupiza.
En Salta, los jefes realistas tomaron conocimiento de que el 1 de enero de 1820, Rafael del Riego se había sublevado en Cabezas de San Juan (España), proclamando la restauración de la Constitución liberal de 1812. También se enteraron de que, en agosto, partiría desde Chile la expedición libertadora al Perú. En espera de los acontecimientos del Perú, Ramírez Orozco ordenó la retirada hacia Tupiza, llegando a mediados de junio.
El 12 de septiembre de 1820, fueron recibidas en Tupiza dos reales órdenes, despachadas el 7 de marzo: por una de ellas, mandaba el rey Fernando VII la jura de la Constitución de 1812; por la otra, ordenaba una amplia amnistía y devolución de bienes a todos los detenidos por razones políticas.
Durante ese mes la Expedición Libertadora del Perú de San Martín desembarcó en la costa peruana. Sintiéndose fuerte, Güemes empezó a llevar a cabo operaciones ofensivas con la intención de apoyar a San Martín invadiendo el Alto Perú. En esos momentos las fuerzas realistas se hallaban divididas pero seguían siendo muy poderosas, 10 000 hombres apostados en Lima y alrededores y 8000 defendían las fronteras de Salta y el Alto Perú.
En octubre, mientras se realizaba la jura de la Constitución liberal en el Alto Perú, se conoció en Tupiza la noticia del desembarco del ejército al mando de San Martín en Pisco ―ocurrido el 8 de septiembre― y que el coronel Juan Antonio Álvarez de Arenales se internaba con una división a la sierra. Ramírez Orozco y Canterac iniciaron la marcha hacia el Perú con los batallones Chilotes (o Castro), Extremadura (o Imperial Alejandro) y del Centro, los escuadrones de la Guardia, Húsares de Fernando VII, Dragones de la Unión, partidarios y el de San Carlos. En Tupiza permaneció Olañeta, al mando de los batallones de la Unión, Partidarios y Cazadores y 80 hombres a caballo al mando de Juan Matorras.

## Muerte de Güemes
Güemes había conversado con San Martín sobre sus ideas de atacar Perú desde Chile. Pero San Martín necesitaba tener las espaldas cubiertas, con fuerzas activas en la frontera norte de Salta, para mantener ocupados los ejércitos realistas muy lejos de Lima. El más indicado para esas operaciones era Güemes, y San Martín lo nombró General en Jefe del Ejército de Observación. Este era informado sobre los movimientos de San Martín en la campaña del Pacífico, y cuando desembarcó en la costa peruana, Güemes decidió avanzar hacia el Alto Perú. Su plan, como el de Belgrano y San Martín antes, era llegar a Lima por tierra al tiempo que este último atacaba desde el mar.
Pero ya no podía contar con el Ejército del Norte, del que solo quedaba una pequeña división al mando del coronel Alejandro Heredia (a órdenes de Güemes), y algunas armas en Tucumán. Pero estas estaban en poder del gobernador Bernabé Aráoz, que las usaba para volver a la provincia de Santiago del Estero a la obediencia a su gobierno.
A principios de 1821, el gobernador de Santiago del Estero, Juan Felipe Ibarra, pidió auxilio a Güemes, e invadió Tucumán con dos mil gauchos, más para apoderarse de las armas que necesitaba que por solidaridad. Pero el ejército salteño-santiagueño, junto a 500 regulares regresados al norte después del motín de Arequito y 2500 milicianos al mando de Heredia, fue derrotado por el tucumano al mando de Arias en la batalla del Rincón de Marlopa.
Las clases altas de la sociedad salteña, cansadas de pagar las contribuciones forzosas que exigía Güemes, y de las pérdidas económicas por la protección de Güemes a sus milicias gauchas, habían decidido librarse del caudillo. En 1819, apoyaron una sublevación de oficiales descontentos del ejército de Güemes, liderados por uno de sus oficiales más destacados, Manuel Arias. Fracasó el intento de asesinato, y Arias se refugió en Tucumán.
El Cabildo de Salta, formado por las clases altas, y aprovechando la ausencia del caudillo, lo acusó de “tirano” y lo depuso. Muchos de sus miembros se habían puesto de acuerdo con el general Olañeta para entregarle la ciudad. Güemes regresó sin prisa, ocupó pacíficamente la ciudad, y perdonó a todos.
El 15 de abril de 1821 el coronel Guillermo Marquiegui entró en la ciudad de Jujuy, abandonándola poco después. El 27 de abril –llamado el Día Grande de Jujuy– tuvo lugar el combate de León, 12 km al norte de Yala, en la que el general José Ignacio Gorriti logró rendir a 400 realistas, por lo que Olañeta se replegó a Tilcara.
El general Olañeta envió desde Yavi 600 infantes a las órdenes del coronel José María Valdés –alias el Barbarucho–, quien marchó a Purmamarca. Desde allí, por senderos desiertos rodeó la serranía de las Tres Cruces y del Nevado de Chañi, guiado por miembros de la familia realista Archondo. El 6 de junio tomó por sorpresa Salta, en donde una de sus partidas logró herir a Güemes. Este falleció el 17 de junio de 1821 en la Cañada de la Horqueta.
El 22 de junio, Olañeta ocupó Jujuy con 2000 hombres, desde donde se trasladó a Salta, donde nombró un gobernador adicto a su causa. Pero se encontró cercado por las tropas del fallecido Güemes, al mando del coronel Jorge Enrique Vidt, nombrado comandante por el gobernador, horas antes de su muerte. Por otro lado, el partido de los enemigos de Güemes no era del todo adicto a los realistas, por lo que Olañeta permitió al cabildo elegir gobernador al anciano coronel José Antonio Fernández Cornejo, y el 14 de julio firmó con él un armisticio, retirándose a continuación al Alto Perú.

## Últimas invasiones realistas y fin de la guerra

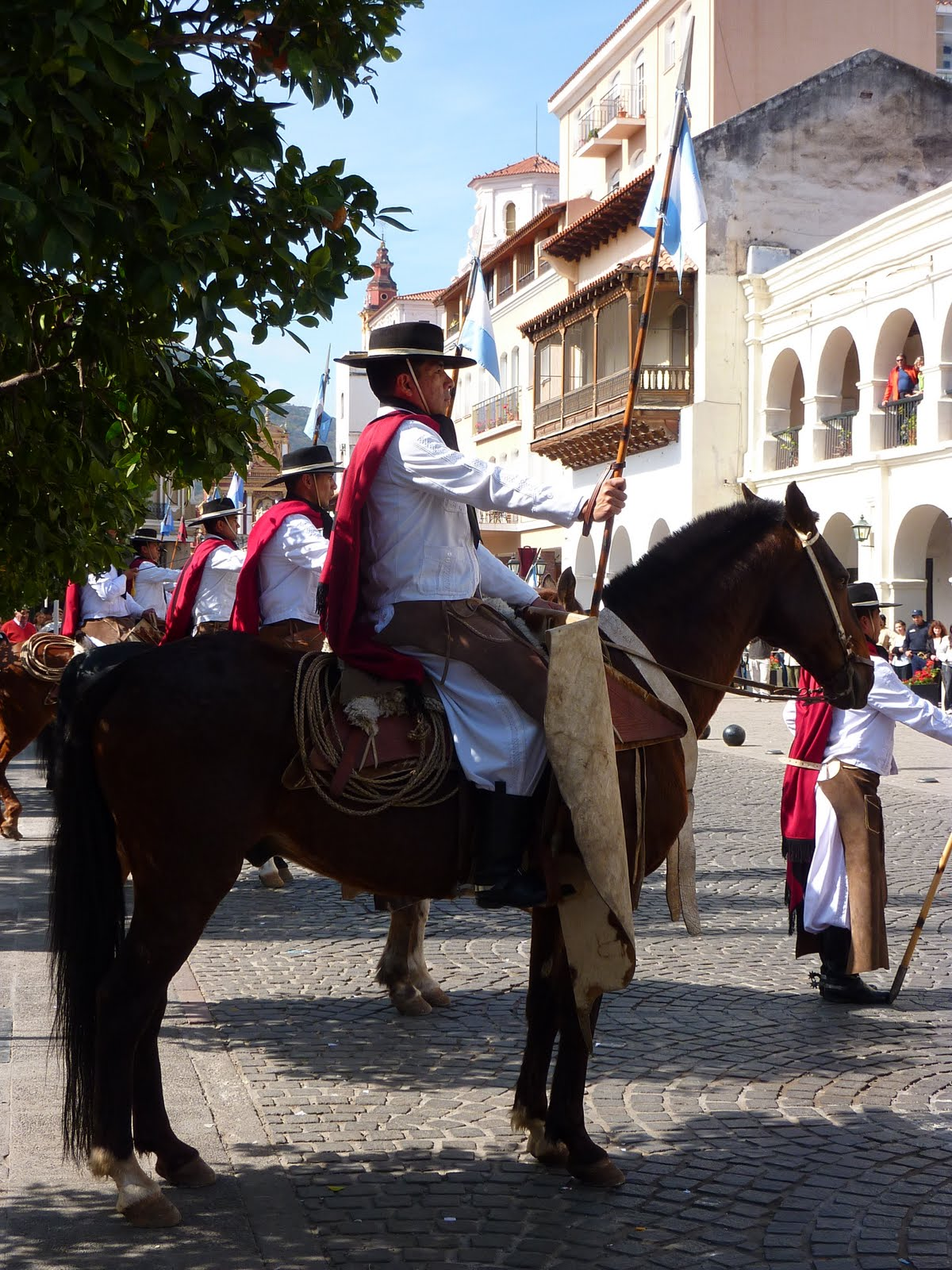
Los gauchos de Güemes en la actualidad

Olañeta realizó la última incursión en suelo argentino en junio de 1822, llegando hasta Volcán (40 kilómetros al norte de Jujuy). El 6 de diciembre de 1822 se retiró de territorio argentino finalizando la última invasión realista. Su fuerzas permanecieron, sin embargo, ocupando algunos pueblos fronterizos, tales como Santa Victoria Oeste.
Hasta 1822 se habían registrado en territorio argentino doscientos treinta y seis combates, habiendo muerto por acción de la guerra un tercio de la población masculina de Jujuy.
El 4 de agosto de 1824, el gobernador de Salta, general Juan Antonio Álvarez de Arenales (en el cargo desde el 1 de enero), nombró «comandante general de vanguardia» al general José María Pérez de Urdininea ―a pedido del mariscal Antonio José de Sucre― para que se dirigiera al Alto Perú a atacar a Olañeta por el sur. Este se puso en marcha el 3 de enero de 1825, aunque no llegó a entrar en contacto con fuerzas realistas.
En marzo de 1825, el gobernador Álvarez de Arenales salió en campaña, pero cuando se hallaba en su cuartel de Tilcara recibió la noticia de que el teniente coronel Carlos Medinaceli se había pasado al bando independentista, por lo que envió a Pérez de Urdininea desde Humahuaca en apoyo de Medinaceli. El 1 de abril de 1825 se produjo la batalla del Tumusla, en la que Medinaceli venció a Olañeta, quien murió durante la batalla.
Pérez de Urdininea se autonombró «comandante en jefe del Ejército Libertador de Chichas», desobedeciendo las órdenes de detener la marcha que le había enviado Álvarez de Arenales. El 7 de abril, el general José María Valdés se rindió en Chequelte (Santiago de Cotagaita) ante Urdininea, pidiendo ser comprendido en la Capitulación de Ayacucho. Esto dio fin a la guerra de independencia en el Alto Perú.

## Unidadesgauchas
Entre 1812 y 1821:
- Regimiento de Patriotas Decididos de Jujuy
- Regimiento de Gauchos de Salta (5 escuadrones).
- Regimiento de Gauchos de Jujuy (más chico que el de Salta).
- Regimiento Infernales de Caballería de Línea de Salta (un escuadrón de carabineros), con tres divisiones: Bermejo, San Lorenzo y Salinas, desplegados en la frontera norte
- Regimiento Partidarios Veteranos de Salta
- Regimiento de Gauchos de Orán
- Regimiento Santa Victoria
- Regimiento San Andrés y la Puna
- Regimiento Gauchos de la Quebrada de Humahuaca
- Regimiento Gauchos de la Frontera del Rosario
- Regimiento de Granaderos de Caballería de Salta (con soldados de línea).
- Batallón Peruano (1000 hombres de línea).
- Unidad Coronela (de guarnición en la ciudad de Salta).

Unidades corsarias: La Coronela, La Corsaria, Valor, Pirata, Nazareno, Güemes, Carmen, Gobernador.
Los tres escuadrones de la Guardia de Güemes eran: Gauchos de Salta, Gauchos de Orán, Gauchos de la Frontera, a quienes tardío se les unió un batallón desde el norte (Charcas), comandados por Juana Azurduy de Padilla.
Otros regimientos: Escuadrón de Salteños, Coraceros de Salta, Dragones de Vanguardia  Artillería de Salta.
Este ejército contaba entre 7000 y 8000 hombres con 334 oficiales. Combatía en un frente de 800 km entre Charcas y Tucumán, apoyados por 2000 veteranos y reclutas a las órdenes de Manuel Belgrano y 5000 milicianos de Tucumán a cargo de Gregorio Aráoz de Lamadrid. Estas últimas provenían principalmente de Tucumán, Santiago del Estero y Catamarca, sirviendo de apoyo al Ejército del Norte, especialmente en las campañas de Charcas. Las milicias de estas tres provincias serían puestas a las órdenes de Güemes a través de Belgrano, aunque nunca aseguró su mando sobre ellas. La mayoría de los irregulares usaban lanzas, sables, lazos y boleadoras, algunos menos fusiles, todos a caballo.
Unidades de Caballería organizadas alrededor de la ciudad de Jujuy entre 1817 y 1822:
- Escuadrón N.º 1 de Gauchos (teniente coronel de la Corte), con 10 compañías
- Escuadrón N.º 2 de Gauchos (teniente coronel de la Quintana), con 4 compañías
- Escuadrón N.º 3 de Gauchos (capitán Carrillo), con 2 compañías
- Escuadrón N.º 4 de Gauchos (capitán Iramaín), con 1 compañía

Gauchos de la Quebrada, en Humahuaca:
- Escuadrón N.º 1 de Gauchos (teniente coronel Prado), con 2 compañías
- Escuadrón N.º 2 de Gauchos (teniente coronel Pastor), con 2 compañías
- Escuadrón N.º 3 de Gauchos (teniente coronel Belmonte), con 2 compañías

Gauchos de Orán, Santa Victoria y la Puna:
- Escuadrón N.º 1 de Gauchos (teniente coronel Árias), con 2 compañías
- Escuadrón N.º 1 de Gauchos de Santa Victoria (teniente coronel Ruiz), con 2 compañías.[45]

## La guerra gaucha en la cultura popular
En 1942 se estrenó con enorme suceso el filme “La Guerra Gaucha” a partir del libro de Lugones, con guion adaptado por Homero Manzi y Ulyses Petit de Murat y dirigido por Lucas Demare. Ésta fue un suceso de taquilla que llegó a estar 19 semanas en cartel y fue vista por 170 mil personas.